# Catherine Calvert
Catherine Calvert, nata Catherine Cassidy (Baltimora, 20 aprile 1890 – Long Island, 18 gennaio 1971), è stata un'attrice statunitense teatrale e cinematografica, chiamata anche Mrs. Armstrong, dal nome del primo marito.

## Biografia
Catherine Calvert nacque nel Maryland, a Baltimora, nel 1890. Iniziò a recitare in teatro, interpretando anche i lavori scritti dal marito Paul Armstrong. Il suo debutto sullo schermo risale al 1916, quando fu protagonista per l'Universal di Partners, film a tre rulli diretto da Hobart Henley.
Nella sua carriera cinematografica, che durò fino al 1923, interpretò ventun film.
Morì a quasi 81 anni il 18 gennaio 1971.

## Matrimoni
Sposata al commediografo Paul Armstrong (1869-1915), era conosciuta anche come Mrs. Armstrong. Rimasta vedova, si risposò con l'attore francese Paul Doucet (1886-1928).

## Filmografia
La filmografia è completa.

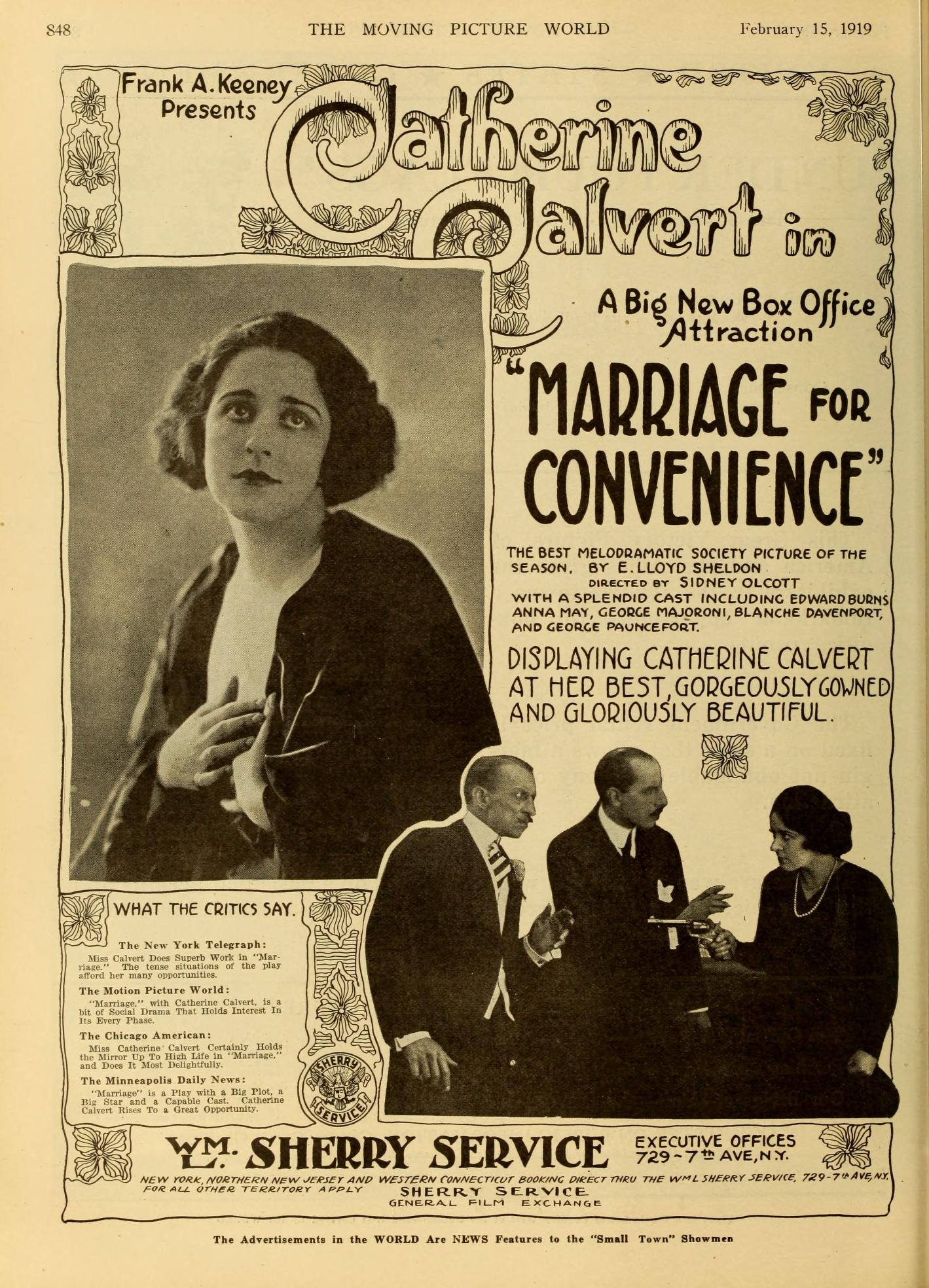
Marriage for Convenience (1919)

- Partners, regia di Hobart Henley (1916)
- House of Cards, regia di Alice Guy (1917)
- The Peddler, regia di Herbert Blaché (1917)
- Think It Over, regia di Herbert Blaché (1917)
- Behind the Mask, regia di Alice Guy (1917)
- Outcast, regia di Dell Henderson (1917)
- The Uphill Path, regia di James Kirkwood (1918)
- A Romance of the Underworld, regia di James Kirkwood (1918)
- Out of the Night, regia di James Kirkwood (1918)
- Marriage, regia di James Kirkwood (1918)
- Marriage for Convenience, regia di Sidney Olcott (1919)
- Fires of Faith, regia di Edward José (1919)
- The Career of Katherine Bush, regia di Roy William Neill (1919)
- Dead Men Tell No Tales, regia di Tom Terriss (1920)
- The Heart of Maryland, regia di Tom Terriss (1921)
- You Find It Everywhere, regia di Charles Horan (1921)
- Moral Fibre, regia di Webster Campbell (1921)
- The Green Caravan, regia di Edwin J. Collins (1922)
- That Woman, regia di Harry O. Hoyt (1922)
- The Indian Love Lyrics, regia di Sinclair Hill (1923)
- Out to Win, regia di Denison Clift (1923)